# Ernest Mahieux
Ernest Mahieux est un général de brigade né le 5 mai 1910 à Origny-Sainte-Benoite et mort le 7 mars 1977 dans le 5e arrondissement de Paris. Il commande l’École polytechnique de 1965 à 1968.

## Biographie
Après de brillantes études, Mahieux est reçu en 1930 à l'École polytechnique, à l'Artillerie. Il est observateur en avion durant les opérations de 1939 puis affecté en 1940 à Tlemcen en Algérie. Il fait partie en 1943 de l'État-Major général d'Alger. En 1944, il rejoint Paris et est promu Chef d'Escadron en 1945. Il dirige, en Allemagne, puis à Moulins-les-Metz, un régiment d'artillerie aérienne.
Il est affecté en 1947 à l’État-Major du Commandement de l’Artillerie du Commandement Supérieur des Troupes d’Occupation en Allemagne, puis au 4e Bureau de l’État-Major du CSTO, dont il devient le chef en 1952. Il sert par la suite à l’École d’Application de l’Artillerie, à Châlons-sur-Marne, en 1953.
Il est promu colonel en 1956, puis est nommé en 1957 Chef du Bureau Artillerie de la Direction du personnel Militaires de l’Armée de terre. Il devient en 1960 l’adjoint du Général Commandant la Zone Nord-Oranais et la 5e DB à Mostaganem, puis dirige le secteur d’Inkerman dans l’Ouarsenis. Mahieux revient à Paris en 1962, comme auditeur au Centre des hautes études militaires et à l’Institut des hautes études de Défense nationale.  
Promu général de brigade en 1963, il est nommé Directeur-adjoint des Personnels Militaires de l’Armée de Terre. En 1965, il prend le commandement de l’École polytechnique, fonction qu'il occupera jusqu'en 1968.
Il meurt en 1977 dans le 5e arrondissement de Paris.